# Selección femenina de fútbol sub-17 de la República Dominicana
La selección femenina de fútbol sub-17 de República Dominicana representa a República Dominicana en las competiciones internacionales de fútbol femenino en la categoría.  Su organización está a cargo de la Federación Dominicana de Fútbol.